# Leucophora brevis
Leucophora brevis är en tvåvingeart som först beskrevs av Huckett 1940.  Leucophora brevis ingår i släktet Leucophora och familjen blomsterflugor. Inga underarter finns listade i Catalogue of Life.